# Rasm Harmil al-Imam
Rasm al-Harmal al-Imam (tiếng Ả Rập: رسم الحرمل الإمام) là một thị trấn ở phía bắc Syria, một phần hành chính của quận Dayr Hafir của Tỉnh Aleppo, nằm cách Aleppo 50 về phía đông. Các địa phương lân cận bao gồm Rasm al-Krum ở phía tây nam, Dayr Hafir ở phía nam và Rasm Kabar ở phía đông nam.

Rasm al-Harmal al-Imam là trung tâm hành chính của Nahiya Rasm al-Harmal al-Imam của quận Dayr Hafir.

## Nên kinh tế
Nền kinh tế của thị trấn phụ thuộc vào nông nghiệp, thương mại, dịch vụ.

## Giáo dục
Có hai trường tiểu học, một trường trung cấp (trung học cơ sở) và một trường trung học (trung học).

## Sức khỏe
Thị trấn được cung cấp một phòng khám y tế công cộng. Ngoài ra có một số phòng khám tư nhân chuyên ngành và nhà thuốc.